# Марико Тамаки
Марико Тамаки (рођена 1975) је канадска уметница и списатељица. Позната је по својим графичким романима Ским, Емико Суперстар и Ово једно лето, као и по неколико прозних дела белетристике и публицистике. Године 2016. почела је да пише за Марвел и DC Comics. Два пута је била другопласирана за награду Michael L. Printz Award.

## Рани живот
Марико Тамаки је рођена у Торонту, Онтарио. Она је јапанског и јеврејског порекла.
Марико је похађала Havergal College, средњу школу за жене. Студирала је енглеску књижевност на Универзитет Макгил, дипломирала 1994. године.

## Каријера
Марико Тамаки је радила као писац и уметник перформанса у Торонту, укључујући и Keith Cole (уметник перформанса) Cheap Queers и у извођачкој групи Pretty Porky and Pissed Off са Joanne Huffa, Allyson Mitchell, Abi Slone, Tracy Tidgwell and Zoe Whittall.
Тамаки је 2000. године објавила роман Cover Me. То је „потресна прича о адолесценту који се носи са депресијом“. Речено у низу флешбекова, ради се о тинејџеру који се носи са сечењем и осећа се као аутсајдер у школи.
Skim, сарадња са њеном рођаком Jillian Tamaki, објављена 2008. у издању Groundwood Books, је графички роман о тинејџерки и њеним романтичним осећањима према њеној учитељици; реципроцитет тих осећања остаје нејасан у тексту. Друга централна прича је о самоубиству бившег дечка другарице из разреда који је можда био геј. Текст у основи говори о „животу у тренуцима страшне транзиције...[и] конфликтне потребе за припадањем и жеље за отпором“. Тамаки каже да није намеравала да „даје изјаву о чудности и младости“: „Skim је заљубљена и љуби жену, али она је само дете. Могла би да настави да љуби многе људе у својој будућности – неке од то би могли бити момци, ко зна? Мислим да је Ским више изјава о младости и разноврсности чудних искустава која могу да обухвате." Према једном рецензенту, "експресионистичка флуидност црно-белих илустрација служи сврси сврси". страница прозе“; има мало заплета и резервних дијалога. Тамаки пише да су уметници као што су Hergé, Igort и Vittorio Giardino, као и азијска уметност имали утицаја на њен стил, али њено приповедање је било укорењено у америчким стриповима као што су Daniel Clowes, Chester Brown, и Will Eisner. Ским је првобитно развијен као кратка представа за Nightwood Theatre.
Emiko Superstar, Тамакијин други графички роман и први са илустратором Steve Rolston, говори о младој жени која се осећа заробљеном у свом животу у предграђу. Инспирисан је перформансом и Гирлспитом, ноћним догађајем отвореног микрофона у Монтреалу. Протагониста је инспирисан да се окуша у уметности перформанса након посете таквом простору. Као што се каже у једној рецензији, „ово је прича о проналажењу себе, свог гласа и свог правог карактера усред замки славе контракултуре“.
Тамаки је наступила на експерименталном феминистичком фестивалу уметности перформанса Едги Вомен у Монтреалу два пута 2006. и 2010. године.
Године 2014. Тамаки је поново сарађивао са Jillian Tamaki, на графичком роману This One Summer, који је објавио Groundwood Books.
Године 2016. објављено је да ће Тамаки писати нову Хулк серију са She-Hulk у главној улози за Marvel Comics, и мини серију Supergirl: Being Super за DC Comics.
Године 2017. почела је да пише нове адаптације серијала стрипова Lumberjanes.
Тамакијев графички роман у сарадњи са уметницом Rosemary Valero-O'Connell, Laura Dean Keeps Breaking Up with Me, објављен је у мају 2019. године у издању First Second Books. Фредијева тешка веза са Лором оставља јој сломљено срце и занемарује своје праве пријатеље. У овој чудној причи о пунолетству, Фреди учи да напусти токсичну везу и цени људе у свом животу који је чине бољом особом.
У новембру 2019. године, Марико Тамаки се вратио у Марвел за четвороделну мини серију под називом "Spider-Man & Venom: Double Trouble".
Тамакијев графички роман I Am Not Starfire објављен је 10. августа 2021. године као део оригиналне серије графичких романа за тинејџере из DC Comics-а. Јоши Јошитани је обезбедио уметност за самосталну причу, у којој се налази ћерка легенде Starfire, Mandy Koriand'r, која планира да се „пресели у Француску да побегне од пажње породице и не иде на колеџ” упркос протестима своје славне мајке.
У јануару 2021. године, у оквиру догађаја DC Comics-а Future State Тамаки и уметник Дан Мора сарађивали су на Дарк Детецтиве са бојама Џордија Белера. Серија је излазила у четири броја од јануара до фебруара. У марту, Тамаки, Мора и Беллаире су постали нови креативни тим за Detective Comics  почевши од #1034. Према Comic Book Resources (CBR), именовање Тамаки за писца Детективских стрипова чини је првом женском главном писцем у историји објављивања наслова.

## Награде
Ским је 2009. године освојио награду Ignatz Awards, награду Doug Wright Award и награду Даг Рајт, а био је и номинован за категорију „Дечја књижевност (текст)“ на додели награде 2008 Governor General's Awards 2008. године. Тамаки је такође награђена Honour of Distinction од стране Dayne Ogilvie Prize, књижевне награде за лезбејке, геј, бисексуалне или трансродне писце у Канади, 2012. године. Ово једно лето, које је илустровала Џилијан Тамаки, номиновано је за награду Игнатз 2014. и освојио је 2015. награду Мајкл Л. Принтз и Калдекотову награду од Америчке библиотечке асоцијације. Године 2016. освојила је немачку награду Рудолф-Диркс у категорији Омладинска драма / Пунолетство (за ово једно лето). Године 2019. Laura Dean Keeps Breaking Up With Me освојила је Игнатз награду за изванредан графички роман, као и награду за најбољу књигу за децу или младе од Harvey Awards. Laura Dean Keeps Breaking Up With Me је такође награђена Волтеровом наградом за 2020. годину у категорији тинејџера и добила је Ајзнерову награду за најбољу публикацију за тинејџере. Исте године је такође добила Ајзнерову награду за најбољег писца, за филмове 'Laura Dean Keeps Breaking Up With Me (First Second/Macmillan), Harley Quinn: Breaking Glass (DC), и Archie (Archie).

## Радови
- Cover Me (2000,  9780969806493)
- True Lies: The Book of Bad Advice (2002,  9780889614024)
- Fake ID (2005,  9780889614499)
- Skim, with Jillian Tamaki (2008,  9788861238282)
- Emiko Superstar, with Steve Rolston (2008,  9781401215361)
- (You) Set Me on Fire (2012,  9780143180937)
- This One Summer, with Jillian Tamaki (2014,  159643774X)
- Tomb Raider (2016)[25]
- Saving Montgomery Sole (2016,  9781626722712)
- Supergirl: Being Super (2016-2017)
- X-23 (2018)
- Laura Dean Keeps Breaking Up with Me, illustrated by Rosemary Valero-O'Connell (2019,  9781250312846)
- Harley Quinn: Breaking Glass, illustrated by Steve Pugh (2019,  9781401283292)
- Spider-Man & Venom: Double Trouble (2020,  9781302920395)
- Thor & Loki: Double Trouble (2021)
- Dark Detective, #1-4, illustrated by Dan Mora (2021)
- I am Not Starfire, illustrated by Yoshi Yoshitani (2021,  9781779501264)
- Anne of Greenville (2022,  9781368078405)
- Roaming, with Jillian Tamaki (2023,  9781770464339)

Lumberjanes романи, сви илустровани Brooklyn Allen
- Unicorn Power! (2017,  9781419727252)
- The Moon is Up (2018,  9781419728686)
- The Good Egg (2018,  9781419740923)
- Ghost Cabin (2019,  9781419733611)

She-Hulk
- Volume 1: Deconstructed (2017)
- Volume 2: Let Them Eat Cake (2018)
- Volume 3: Jen Walters Must Die (2018)